# 洛国富
洛国富，本名阿洛伊西奥（Aloísio，1988年6月19日—），全名阿洛伊西奥·多斯桑托斯·贡萨尔维斯（Aloísio dos Santos Gonçalves），归化中国国籍的巴西职业足球运动员。

## 俱乐部生涯
2006年6月19日，阿洛伊西奥和巴西传统劲旅签订第一份职业合同，合同期到2011年。2006年10月14日，他在2比0击败的比赛中出场，首次亮相职业联赛。2007年8月，他被租借到瑞士乙级联赛球队基亚索，之后他又先后效力于卡希亚斯和沙佩斯人。
2011年，阿洛伊西奥成为通布斯人旗下的签约球员。2011年5月18日，他凭借代表沙佩斯人在州联赛表现出色，得到巴甲球队的合同。他在2012赛季巴甲联赛射进14球，位列射手榜第三位，但球队却在联赛中垫底，降级到巴乙联赛。2012年12月1日，阿洛伊西奥确认将会加盟另一支巴甲劲旅圣保罗。 12月7日，圣保罗官方也确认了该消息。 2013年7月19日，阿洛伊西奥在圣保罗主场1比2不敌巴伊亚的比赛中射进圣保罗队在巴甲赛场主场的第1000个进球。 阿洛伊西奥是在2013赛季一度深陷降级危机的圣保罗队为数不多的亮点， 他在该赛季出场33次，进球11个，是球队在巴甲联赛的最佳射手。
2014年1月13日，中国足球超级联赛球队山东鲁能泰山正式宣布阿洛伊西奥加盟球队，签约四年，年薪180万美元。据透露，转会费为500万欧元。
2016年7月，中国足球超级联赛球队山东鲁能和河北华夏幸福达成协议，阿洛伊西奥加盟球队。在华夏幸福队期间，阿洛伊西奥共出场37次，打入20个进球。
2018年1月，中甲联赛球队梅县铁汉宣布阿洛伊西奥免费加盟球队。
2022年2月16日，廣州足球俱樂部發布公告，與五名歸化球員艾克森、洛國富、高拉特、阿蘭和費南多終止合約。

## 歸化中國籍與參與中國國家隊
2019年归化为中国国籍，中文名为洛国富。
2019年夏，洛国富已与广州恒大签定了工作合同，年限为三年半。11月2日，洛国富发文表示，2020年，他将前往恒大接受新的挑战。
2020年4月29日，洛国富首次入选中国国家队，正式成为一名中国国脚。2021年9月7日，在对阵日本的世预赛中，洛国富替补登场完成国足首秀，并成为中国国家足球队历史上在国际足联A级赛事中首秀年龄最大的球员，也是归化政策开启以后，第五位上阵的归化球员。在同年10月客场对阵沙特阿拉伯的比赛中，洛国富下半场替补出场创造多次机会，并在登场30秒后打入国家队首球。
2021年11月16日，世預賽12強賽與澳大利亞的比賽結束後，洛國富隨國足回到了中國，但與廣州足球俱樂部隊友艾克森兩人，先後與球隊完成解約，並相繼離開中國。2022年1月12日，新任中國國家足球隊教練李霄鵬進行了上任之後第一次集訓，共召集了52位選手，洛國富也在集訓名單中，但他和入籍球員艾克森、費南多都在巴西，另一位入籍選手蔣光太回迪拜陪家人，也缺席國家隊集訓。

### 国家队进球
最後更新：2021年10月13日
- 仅列出国际A级比赛进球

| 时间           | 地点 | 对手         | 当时比分 | 最终比分 | 赛事           | 进球(累计) |
| -------------- | ---- | ------------ | -------- | -------- | -------------- | ---------- |
| 2021年10月13日 | 吉达 | 沙烏地阿拉伯 | 2–1      | 3–2      | 世预赛十二强赛 | 1(1)       |

## 荣誉

### 俱乐部

#### 格雷米奥
- 巴西南里奥格兰德州联赛：2007

#### 查比高恩斯
- 巴西圣卡塔琳娜州联赛：2011

### 山东鲁能泰山
- 中国足协杯：2014
- 中国足球协会超级杯：2015

### 个人
- 中国足球协会超级联赛射手王：2015